# Księstwo szczecineckie
Księstwo szczecineckie – niewielkie księstwo istniejące w latach 1368–1390, ze stolicą w Szczecinku, jedno z księstw Pomorza Zachodniego.
Powstało poprzez wydzielenie księciu Warcisławowi V z rodu Gryfitów jako księstwo dzielnicowe w 1368. Księstwo przestało istnieć wraz ze śmiercią księcia w 1390.
Jedyny książę szczecinecki Warcisław V został pochowany poza ziemią szczecinecką – w klasztorze benedyktyńskim w Pudagli na wyspie Uznam.